# Grahanandan Singh
Grahanandan Singh (Faisalabad, 18 februari 1926 - New Delhi, 7 december 2014) was een Indiaas hockeyer.
Singh won met de Indiase ploeg tweemaal de olympische gouden medaille.

## Resultaten
- 1948  Olympische Zomerspelen in Londen
- 1952  Olympische Zomerspelen in Helsinki